# Lleó I (galàxia)
Lleó I és una galàxia nana esferoidal en la constel·lació del Lleó, a només 12 arcmin de Regulus (α Leonis). Per això, aquesta galàxia de vegades rep el nom de Nana de Regulus. La llum de l'estel fa més difícil l'estudi de la galàxia, i no es va detectar visualment fins als anys 1990. Forma part del Grup Local i es creu que és una de les galàxies satèl·lits de la Via Làctia més allunyades.
Mesuraments de la velocitat radial d'algunes gegants vermelles brillants en Lleó I ha permès calcular la seva massa. S'ha trobat que és, almenys, (2,0 ± 1,0) x 107 la massa solar. Lleó I pot estar embolicada en un núvol de gas ionitzat amb una massa similar al del conjunt de la galàxia. D'altra banda, no s'han descobert cúmuls globulars en ella, i s'ha trobat que la galàxia no té rotació.
Igual que altres galàxies nanes, Lleó I té una metal·licitat molt baixa, de l'ordre de l'1% de la del Sol. Sembla que la galàxia va experimentar un gran augment en el ritme de formació estel·lar fa 6000-2000 milions d'anys. Un menor nivell d'activitat va continuar fins a fa 500-200 mil d'anys. Es pensa que pot ser la galàxia nana esferoïdal més jove a l'entorn de la Via Làctia.
Els seus estels més brillants, situats en la branca asimptòtica de les gegants en el diagrama H-R, són astres vermellosos de magnitud 18-19 en banda V.